# The Liar
The Liar (eerste uitgave: 1991) is de eerste roman van Stephen Fry. Het boek vertelt over het leven van Adrian Healey, een student aan de Universiteit van Cambridge.
De roman is deels autobiografisch en vele scènes komen terug in Fry's autobiografie Moab is My Washpot. Ook komt het personage Donald Trefusis terug in een van Fry's andere boeken, Paperweight, met daarin 22 van Fry's radio-uitzendingen.

## Verhaal
Het boek volgt de hoofdpersoon van zijn jeugd op een public school tot aan zijn leven als volwassene. Adrian is de leugenaar uit de titel: een intelligente jongeman die voor zichzelf een imago heeft gecreëerd van een extraverte homoseksuele jongen. Ondanks dit imago vindt hij het moeilijk om zijn liefde voor de mooie Hugo Cartwright te uiten. Dit blijft een probleem gedurende zijn schooltijd, naast zijn saaie baan in de aardappel-sector en duistere ervaringen van onbeantwoorde liefde. Op de universiteit neemt zijn leven een buitengewone draai wanneer hij met de excentrieke professor Donald Trefusis betrokken raakt in een zaak van internationale spionage.
Het boek heeft een onbetrouwbare vertelinstantie: Adriaan, the liar, is een pathologische leugenaar en hij liegt tegen andere personages. Daardoor blijken hele hoofdstukken uit het boek achteraf fictief te zijn, hoewel de lezer hiervoor geen aanwijzingen kreeg.